# Elaeocarpus branderhorsti
Elaeocarpus branderhorsti är en tvåhjärtbladig växtart som beskrevs av August Adriaan Pulle. Elaeocarpus branderhorsti ingår i släktet Elaeocarpus och familjen Elaeocarpaceae. Inga underarter finns listade i Catalogue of Life.